# 鈴木陽二
鈴木 陽二（すずき ようじ、 1950年3月9日 - ）は、日本の水泳指導者、北京オリンピック競泳代表チームヘッドコーチ。

## 経歴・人物
新潟県村上市生まれ。小学校入学前に岩船港近くの日本海で泳ぎを覚えた。中学時代は姿三四郎にあこがれて柔道部に入った。新潟県立村上高等学校で水泳部に入部したがその後プールが使用できなくなり先輩部員から麻雀の手ほどきを受けた。卒業後水泳指導者になろうと順天堂大学体育学部体育学科へ入学した。しかし大学内にプールがないことや水泳部も休眠状態であったため新入生同士で泳ぎ始め市立船橋高等学校など近くの高校のプールへ出かけて練習を続けた。新潟県で教職に就くことを目指していたが教員採用試験に落ちてしまったところ、同級生からスイミングクラブが指導員を探していることを聞き、1972年、当時まだ創業2年目のセントラルスポーツにアルバイトとして入社。和洋国府台女子高等学校の地下プールを借りた水泳教室での指導を始めた。千葉県と新潟県の教員採用試験に合格したが、セントラルスポーツへ正式に入社。水泳指導者の道を選んだ。
入社して5年目の1979年に中学1年の鈴木大地と出会いオリンピックを目指せる逸材と感じた彼は同年代の社員が現場を離れて本社勤務になる中でコーチを続け、1983年の大晦日できっぱりと禁煙した。多い日には大地を13,000m泳がせて1984年6月に行われた五輪選考会で大地は100mで日本新記録、200mも制して代表に選ばれた。
1988年のソウルオリンピックの100m背泳ぎの予選で鈴木大地はデビッド・バーコフに大差をつけられた3位となった。バサロの回数を通常より多くする秘策を大地に伝授、決勝で大地はバーコフにぐんぐん迫りタッチの差で金メダルを獲得した。
1989年からはセントラルスポーツのコーチとしてだけではなく青木剛の後を継いで全日本代表のヘッドコーチに就任した。全日本のコーチや日本全国での講演に時間を取られるようになった彼はセントラルスポーツでの指導が不十分になった。鈴木大地は1992年4月に引退表明し、オリンピック代表が期待された黒鳥文絵も選考会で失敗してしまう。
ヘッドコーチ就任後1人のコーチが日本代表全体のメニューを作るのには限界があると判断し複数コーチ制を導入した。バルセロナオリンピックでは200m平泳ぎで岩崎恭子が金メダルを獲得した。1994年に全日本のヘッドコーチを退いて迎えた1995年パンパシフィック水泳選手権の400m個人メドレーで黒鳥が100m背泳ぎで稲田法子が金メダルを獲得した。
1996年のアトランタオリンピック代表選考会で黒鳥は個人メドレー2種目で優勝し代表となったがメダルも期待していた稲田は体調管理に失敗し代表の座を逃してしまう。セントラルスポーツから平野雅人、鹿島瞳は選出されたものの日本はメダルゼロに終わり「楽しかった」と発言した選手に批判の声も出た。アトランタオリンピック後、これまでの指導理論を見つめなおそうと高橋雄介、藤森善弘、平井伯昌、陸上の小出義雄などをセントラルスポーツの社内コーチ研修会に呼ぶことも行った。練習方法も大きく見直し筋力トレーニングにも力を入れるようになり1999年7月に稲田が中村真衣の記録を破る日本新を作った。
2003年世界水泳選手権で2年前に1度引退した稲田が銅メダルを獲得、指導した女子選手で世界大会初のメダル獲得を達成した。
アテネオリンピック代表選考会で稲田、森田智己は代表に内定したが前年の世界水泳で5位に入り期待した伊藤華英が前半飛ばしすぎで失速代表を逃す。森田はアテネオリンピック100m背泳ぎで銅メダルを獲得したがその影には金メダルを狙った一か八かの勝負をするには森田はまだ実力不足だと冷静に判断した鈴木のアドバイスがあった。2005年から再び全日本代表のヘッドコーチに就任した。以前と違い分業体制も整った中でのコーチ業務となり2006年のパンパシフィック水泳選手権では100m背泳ぎで伊藤が金メダル、森田が100m背泳ぎ、200m背泳ぎで銅メダルと教え子たちも活躍を見せた。

## エピソード
- 2008年に話題となったスピード社製水着（レーザーレーサー）については「試してみる価値はある。試着など準備だけはしておきたい。」と発言している。

## 関連人物
- 後藤忠治 - 東京オリンピック代表でセントラルスポーツの創業者